# Freilassing
Freilassing – miasto w Niemczech, w kraju związkowym Bawaria, w rejencji Górna Bawaria, w regionie Südostoberbayern, w powiecie Berchtesgadener Land. Leży około 15 km na północny wschód od Bad Reichenhall, nad rzeką Saalach, przy drodze B20, B304 i linii kolejowej Monachium – Salzburg ze stacją Freilassing.
Ok. 9 km na południowy wschód od miasta znajduje się port lotniczy Salzburg.

## Demografia
Dane o ludności z 31 grudnia 2008:
| Opis                                | Ogółem | Ogółem | Kobiety | Kobiety | Mężczyźni | Mężczyźni |
| ----------------------------------- | ------ | ------ | ------- | ------- | --------- | --------- |
| Jednostka                           | osób   | %      | osób    | %       | osób      | %         |
| Populacja                           | 15 829 | 100    | 8170    | 51,61   | 7659      | 48,39     |
| Wiek przedprodukcyjny (0–17 lat)    | 2461   | 15,55  | 1186    | 7,49    | 1275      | 8,05      |
| Wiek produkcyjny (18–65 lat)        | 9892   | 62,49  | 4962    | 31,35   | 4930      | 31,15     |
| Wiek poprodukcyjny (powyżej 65 lat) | 3476   | 21,96  | 2022    | 12,77   | 1454      | 9,19      |

## Polityka
Burmistrzem miasta jest Josef Flatscher z CSU, rada miasta składa się z 24 osób.
|      | CSU | SPD | FWG/HL | Zieloni/BL | Razem |
| 2008 | 10  | 4   | 6      | 4          | 24    |
| 2002 | 13  | 5   | 4      | 2          | 24    |